# ییرژی لانگمایر
ییرژی لانگمایر (چکی: Jiří Langmajer; ۳ ژوئن ۱۹۶۶ – ) بازیگر سینما، تلویزیون و تئاتر اهل کشور جمهوری چک است. وی از سال ۱۹۸۳ میلادی تاکنون مشغول فعالیت بوده‌است.
از فیلم‌ها یا برنامه‌های تلویزیونی که وی در آن نقش داشته‌است می‌توان به ساختمان پزشکان در باغ رز اشاره کرد.
همچنین برندهٔ جوایزی همچون جایزه تالیا شده‌است.